# Fiji i olympiska sommarspelen 1968
Fiji deltog med en deltagare vid de olympiska sommarspelen 1968 i Mexico City. Deltagaren erövrade ingen medalj.